# 阿丁枫
阿丁枫（Altingia chinensis）是一种常绿大乔木，形似枫树，“阿丁”是属名拉丁文Altingia之音译。分布于中国浙江、福建、广东、广西、贵州、云南等地。树高可达45米，树皮灰白，小枝无毛。
其叶生于枝顶，革质、倒卵形或卵状。长5 - 12厘米，侧脉6 - 8对，叶柄长0.8 - 1.3厘米。
其花单性同株。果序球形，径1.7 - 2.5厘米。常与木荷、栲类混生。木材可做家具、船舶、建筑、纺织、雕刻等用途。